# Джанноне, Пьетро
Пьетро Джанноне (итал. Pietro Giannone; 7 мая 1676, Искителла, Неаполитанское королевство — 17 марта 1748, Турин, Сардинское королевство) — юрист, историк, политический мыслитель, философ, один из крупнейших представителей итальянского Просвещения.

## Биография
Джанноне происходил из известной в Северной Апулии династии юристов (нотариус Иоанн де Ианноне получил в 1404 году феод от неаполитанского короля Владислава), хотя его отец был торговцем специями. После получения домашнего образования в 1694 году Джанноне приехал в Неаполь для обучения в университете, славившемся своей юридической школой. Там он быстро вошёл в круг близких ко двору вице-короля (Неаполитанское королевство официально было до 1714 года доменом испанской короны) юристов во главе с Доменико Аулизио (1649—1717) и Гаэтано Ардженто (итал. Gaetano Argento) (1661—1730). Университетские преподаватели обратили внимание молодого юриста на исторические корни различных правовых систем, одновременно существовавших на территории Неаполитанского королевства. Своеобразие юридической ситуации заключалось в том, что смена целого ряда различных династий и государственных форм на Юге Италии сопровождалось наслоением новых законов и кодексов на ранее существовавшие, без отмены последних. При этом одной из наиболее влиятельных политических сил в Неаполе была католическая Церковь: передача короны норманской, швабской, анжуйской и арагонской династиям оформлялось в форме передачи Церковью от одного своего феудатария к другому. Таким образом, юридически (в первую очередь, с позиций действовавших тогда норм церковного права) верховным сюзереном на территории Южной Италии было папство.
Сравнительное изучение правовых систем навело Джанноне на мысль о превосходстве римского права над всеми последующими системами; первый удар по тому превосходству был нанесён зарождением прообраза системы церковного права (ius ecclesiae) в результате религиозных реформ римского императора Константина.
В 1698 году Джанноне получил университетский диплом по гражданскому и каноническому праву (in utroque iure), что дало ему право заниматься самостоятельной юридической деятельностью. Первые выступления в качестве независимого адвоката относятся к 1701 году. Постепенно за Джанноне закрепляется слава специалиста, которому особенно хорошо удаются дела против финансовых и имущественных злоупотреблений Церкви, в которых он отстаивал интересы простых трудящихся, преимущественно в сельской местности Юга Италии. Одновременно он посещает заседания ряда учёных кружков — «академий», самой известной из которых была Академия Мединачели, основанная при вицекоролевском дворе. Другим важным элементом интеллектуальной жизни Неаполя было оживлённое обсуждение философских учений Гассенди, Декарта и Мальбранша, в которых Джанноне принимал живое участие.
В результате Войны за испанское наследство Юг Италии перешёл к владениям Австрийской короны. Светская власть заметно укрепилась, и юрисдикционалистские конфликты в Неаполе значительно участились, превратившись в конце концов в постоянное противостояние двух систем права — гражданской и церковной. Систематический анализ сложившейся ситуации в её историческом аспекте позволил Джанноне подготовить и издать главный труд своей жизни — «Гражданскую историю Неаполитанского королевства».
Публикация этого сочинения вызвало в целом одобрение светской власти — Джанноне был награждён ценным подарком и не без оснований ожидал назначения на высокую должность Ординарного адвоката города Неаполя. Бурная негативная реакция римской Курии выразилась, в частности, в отлучении от Церкви как издателя, так и владельца типографии, а также в агитации городского плебса против автора на проповедях. В обострившейся обстановке Джанноне был вынужден бежать в Вену, к императорскому двору. Там он ожидал официального назначения из столицы, которое давало бы ему право на юридическую неприкосновенность и личную охрану.
Вместо назначения он получил небольшое денежное содержание, которое обеспечило ему безбедное, хоть и небогатое существование. Джанноне оставался в Вене до 1734 года, где писал сочинения в защиту «Гражданской истории» от выдвинутых Церковью обвинений, а также ряд новых работ, в том числе нового масштабного сочинения — «Триреньо».
В 1734 году Австрия утратила права на Неаполитанское королевство. Впервые в своей истории оно стало независимым, и многие его уроженцы, и Джанноне в том числе, стали уезжать на родину. В случае с Джанноне возникла непредвиденная трудность: власти Венецианской республики, до которой он добрался, не давали ему разрешения на дальнейший проезд. Позднее выяснилось, что дипломатическая интрига была инициирована из Рима. 13 сентября 1735 года Трибунал Инквизиции выдворил Джанноне за пределы Венецианской республики, и он, спасаясь от возможных преследований церковников, бежит через Модену, Милан и Турин в Женеву.
В Женеве он продолжает работу над «Триреньо», принимает участие в подготовке нового, более полного французского перевода «Гражданской истории». Вопреки ожиданиям римской Курии, он не спешит принимать кальвинистскую веру, а напротив, всячески подчёркивает свою принадлежность к католической Церкви. Это обстоятельство делало его особенно опасным для официальной католической идеологии.
Ближайшим государством, входившим в сферу идеологического влияния католической Церкви, было Сардинское королевство, к которому относились и территории нынешних Пьемонта и Савойи. Группа таможенных чиновников Сардинского королевства разработала шпионскую операцию, результатом которой стало выманивание Джанноне в пределы юрисдикции Сардинского королевства и арест. Вскоре после ареста он подписал официальное отречение от высказанных в опубликованных сочинениях взглядов, однако освобождения это не принесло. Сардинский король Карл Эммануил III принял решение не выдавать Джанноне папскому Риму (это практически гарантировало гибель в застенках Инквизиции), а придержать его у себя, используя его свободу в качестве аргумента на грядущих мирных переговорах (завершалась Война за польское наследство). Кроме того, готовился Конкордат между Сардинским королевством и Святым Престолом, а арестованный Джанноне (и его пока не изданные сочинения) позволял оказывать на Рим дополнительное давление. Из туринских тюрем Джанноне уже не вышел вплоть до своей смерти в 1748 году.

## Гражданская история Неаполитанского королевства
Основной чертой общеисторической концепции «Гражданской истории», представляющей ценность для исторического познания в целом, является постулат о самоценности истории общества вне традиционных схем «политической», «военной» или «церковной» истории. «Гражданская» история (этот термин был почерпнут Джанноне у Фрэнсиса Бэкона) описывала появление законов и формирование систем права на территории Неаполитанского королевства, а в качестве наиболее активной социальной силы выступало сообщество горожан, не принадлежавших к знати, клиру, административной или военной верхушке — так называемое гражданское сословие. Основным содержанием исторического процесса представлялось формулирование в том или ином виде воли законного государя, а также выполнение этой воли подданными по отдельности или в составе той или иной социальной силы.
Жанровое своеобразие «Гражданской истории» заключается в наличии трёх основных фактур. Полемическую заострённость книге сообщают страницы и даже главы памфлетного жанра, в которых Джанноне обвиняет Церковь в отходе её от дисциплины, установленной в соответствии со Священным Писанием. В этом отношении «Гражданская история» во многом перекликается с «Магдебургскими Центуриями» и даже повторяет оттуда целый ряд тезисов, хотя непосредственно на них и не ссылается. Эти памфлетные пассажи были предназначены, в частности, вниманию императора и его приближённых — людей, от истории и теоретического правоведения далёких, однако весьма влиятельных.
Структурной основой для книги стало последовательное изложение исторических событий, выдержанное в духе классического юрисдикционализма. События, как относящиеся к истории непосредственно Южной Италии, так и более масштабные катаклизмы, часто описаны по работам предшественников Джанноне — представителей последней волны гуманистической историографии Южной Италии (Пандольфо Колленуччо, Анджело ди Костанцо, Джаннантонио Суммонте). К накопленному предшественниками багажу Джанноне добавил и собственные исследования, основанные на систематической реконструкции существовавших на территории Неаполитанского королевства юридических систем. Таким образом, третьей жанровой компонентой «Гражданской истории Неаполитанского королевства» стала историко-юридическая энциклопедия, созданная Джанноне самостоятельно.
Схематически общеисторическую концепцию Джанноне можно представить себе как формирование на территории Южной Италии определённого «идеального порядка», который постепенно был разрушен благодаря воздействию возникших новых факторов. Идеальный порядок приходится на эпоху от Октавиана Августа до Константина Великого (тот факт, что в то время Неаполитанского королевства не существовало и юг Италии вообще не имел самостоятельной государственности, просто не принимался во внимание). Важнейшим из факторов, вызвавших разрушение этого идеального порядка, является формирование церковного права; помимо него, большую отрицательную роль сыграли войны, в ходе которых территория Южной Италии неоднократно подвергалась разграблениям. Наконец, профессиональные недостатки юристов, отсутствие системного подхода к законодательной деятельности, превалирование мелких корыстных интересов монархов и государственных деятелей также являются на страницах «Гражданской истории» предметом подробного обсуждения. Чехарда династий на неаполитанском престоле, а также проникновение «церковного» в систему светской власти сыграли свою отрицательную историческую роль.
Таким образом, новаторство «Гражданской истории неаполитанского королевства» в общеевропейском историографическом масштабе заключается в отказе от государственных приоритетов в общественных ценностях, в возможности при написании светской истории осуждать деятельность тех или иных законных государей, не преследующую благоденствие их подданных (в предшествующей гуманистической традиции это было возможно лишь с оговорками). Лозунг о необходимости системного подхода в законодательной деятельности делает Джанноне превозвестником ряда идей французского (Монтескьё) и зрелого итальянского (Беккария, Филанджьери) Просвещения.
«Гражданская история Неаполитанского королевства» обозначила выход неаполитанской историографии на самый широкий международный уровень. Традиция отдельного изучения истории Юга (Неаполитанского королевства и вице-королевства, Королевства Обеих Сицилий) сохранилась вплоть до самого объединения Италии.

## Триреньо
Международный успех «Гражданской истории», интерес со стороны ведущих европейских интеллектуалов, обилие переводов привели Джанноне к пониманию универсальности поднятых в его книге проблем, их общеевропейской актуальности. Результатом стало начало работы на «Триреньо». Это слово (в буквальном переводе с итальянского — «Троецарствие») применялось для обозначения папской тиары, символизирующей увенчание церковью земного и неземного мира. Название символизирует наличие трёх философских концепций, каждая из которых, согласно утверждениям их идеологов, зиждется на Священном Писании. Первое «царство» (Regno terreno, «Земное царство») — это, в понимании Джанноне, эпоха торжества земных идеалов. В самом деле, в древнейшую эпоху все знакомые Джанноне древние религии (религии Древнего Востока, античная мифология, иудаизм) обещали верующим в качестве награды за праведность лишь земные блага. Подробный анализ этих религий и предлагавшейся ими системы благ, ценностей и наград составили первый том «Триреньо». Большое значение для науки имел тот факт, что выделяемая Джанноне отдельно «религия Пятикнижия» (или «христианство Ветхого Завета») вполне типологически соответствует другим ранним религиям. Отдельно проанализированы в первом томе «Триреньо» современные Джанноне философские системы, причём особое внимание уделено теориям возникновения мира и жизни.
Вторая часть «Триреньо», «О царстве небесном», наполнена в основном богословскими размышлениями. В меру своей эрудиции Джанноне стремится сопоставить данные современной ему физики с важнейшими христианскими текстами. Так, он пришёл к выводу о том, что понимание Воскресения в трудах апостола Павла, евангелиста Иоанна, Симеона епископа иерусалимского и ряда других наиболее авторитетных церковных авторов не противоречит представлениям современной ему физики о возможности телесного воскресения. Второй том «Триреньо» является хронологически выстроенной реконструкцией постепенного искажения первоначальной «истинной религии» — евангельского христианства. Постепенно накапливавшиеся искажения отбросили человечество далеко назад, заставив людей верить в предрассудки значительно большие, чем те, которые были характерны для дохристианских верований. Например, зарождение обычая молиться за умерших (не существовавшего в евангельском учении) Джанноне связывал с появлением традиции поклонения могилам мучеников церкви (истоки он обнаружил в произведениях св. Иоанна Златоуста). Затем в церквях стали появляться изображения и даже статуи святых. Изображение плоти в загробной жизни привело христиан к идеализации как первой, так и последней. Праздники во славу мучеников, а затем — и святых, не испытавших мученичества, окончательно придали христианству, по мнению Джанноне, идолопоклоннический характер. Изучение формирования топологии Ада, понятия о Чистилище, ряда других моментов позволило Джанноне сделать следующий вывод: Церковь сознательно искажала свою изначальную доктрину (которую Джанноне считал безусловно истинной), чтобы увеличить психологическое воздействие клира на верующих. Постепенно христианство приобрело все основные атрибуты языческой религии, в том числе освящение и посвящение отдельным членам пантеона храмов и алтарей, появление суеверий в виде амулетов, систематическое нарушение священнослужителями этических норм и так далее.
Такой «возврат к идолопоклонничеству» был вызван, по мнению Джанноне, нежеланием и неумением людей понять суть христова закона. Наложившись на христианское учение о воскресении, новое идолопоклонничество стало питательной средой для складывания нового «царства» — царства злоупотреблений церковников. Это абсурдное, сугубо земное по своему характеру «царство» имело целью обеспечение незаконных привилегий какой-то части людей, в большинстве случаев этих привилегий недостойных. Оно получило у Джанноне название «папского», и история его формирования должна была составить третий, не написанный автором том сочинения.

## Тюремные произведения
Помимо жизнеописания, в заключении Джанноне был написан целый ряд крупных сочинений оставшихся неопубликованными. «Рассуждения об Анналах Тита Ливия» лишь своим названием напоминают знаменитое сочинение Никколо Макиавелли. Текст Ливия стал для Джанноне поводом для размышлений относительно моральных ценностей религии: материал древнеримского историка был сопоставлен с библейским, что открыло путь к интересным философским рассуждениям.
Воспользовавшись помощью своего исповедника, Джанноне в заключении сумел раздобыть для работы сочинения некоторых Отцов Церкви — Лактанция, св. Августина и св. Григория Великого. Результатом их прочтения стала «Апология схоластических теологов» (1736-39), в которой Джанноне рассмотрел проблематику доступных ему сочинений святоотеческой литературы с работами схоластов. Анализ преемственности между Отцами и схоластами сопровождался демистифицирующим подходом к трудам первых. Так, Джанноне изучает первые проявления изменения христианской доктрины, проявившиеся в сочинениях Отцов. Например, если евангельский Иисус не чурался удовольствий, то Отцы (начиная со св. Климента Александрийского) стали вводить всё большие ограничения для клира и верующих, которых в Евангелии не было (это касалось употребления вина и мяса, игр и развлечений, даже бритья бороды и крашения одежды). У церковных авторов первых веков христианства Джанноне обнаружил и целый ряд суетных вопросов (например, о сорте яблок в райских садах или наличии шипов на райских розах), характерных для целого ряда представителей последующей схоластической литературы.
В 1741 году Джанноне завершил новую рукопись — «Историю понтификата Григория Великого». Помимо подробного описания внешнеполитической деятельности римской Церкви в конце VI и начале VII века, это сочинение содержит весьма интересные и новые для католической гуманитарной культуры рассуждения о типологии религий в целом. Джанноне, в частности, выступает за создание общей истории религий, в которой католическое христианство уже не имеет привилегированного положения как «истинная религия» в противовес остальным ложным. Кроме того, впервые в произведениях Джанноне (и в целом в итальянской общественной мысли) на смену биному «иудаизм-христианство» приходит трёхчастная конструкция, в составе которой обнаруживается и мусульманство. Последнее видится не просто как реакция на искажение, «объязычивание» (paganizzazione) христианства, а как вполне равноправный элемент конструкции. Языческие религии в этой схеме должны играть роль «всеобщей предыстории», в ходе которой сформировалось представление о религии как таковой.
Наконец, последним сочинением стал манускрипт «Пчела хитроумная», изданный в 1993 году трудами историка Андреа Мерлотти. В этой работе Джанноне собрал свои наблюдения над различными проблемами мироздания, неспешно сопоставляя почерпнутые из различных источников (в значительной степени — из Священного Писания) сведения с данными из личного опыта.

## Литература

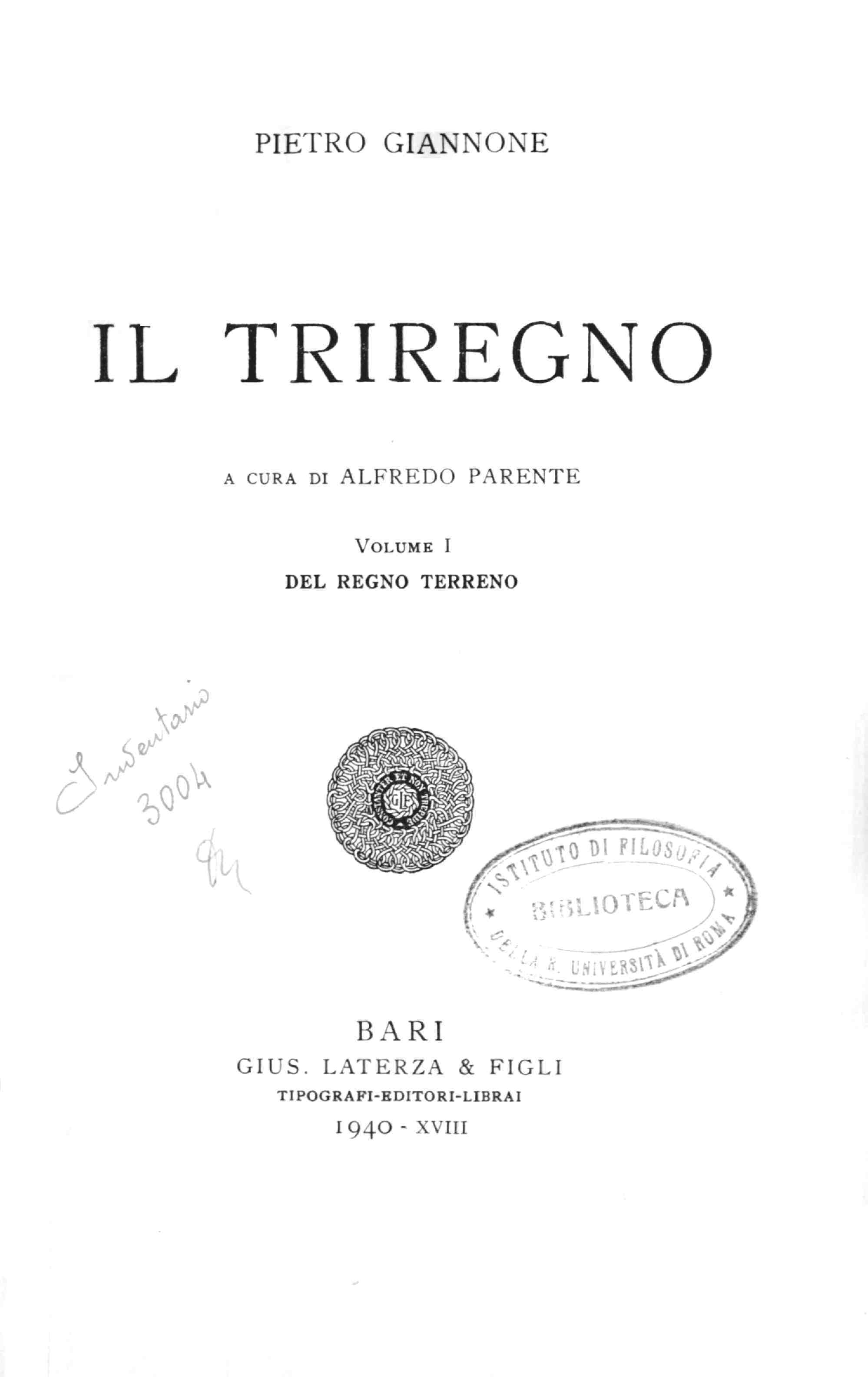
Il Triregno. Del regno terreno, Laterza, 1940